# Беклян (Брашов)
Беклян (рум. Beclean) — село у повіті Брашов в Румунії. Адміністративний центр комуни Беклян.
Село розташоване на відстані 180 км на північний захід від Бухареста, 56 км на захід від Брашова, 146 км на південний схід від Клуж-Напоки.

## Населення
За даними перепису населення 2002 року у селі проживали 629 осіб.
Національний склад населення села:
| Національність | Кількість осіб | Відсоток |
| -------------- | -------------- | -------- |
| румуни         | 483            | 76,8%    |
| цигани         | 141            | 22,4%    |
| угорці         | 5              | 0,8%     |

Рідною мовою назвали:
| Мова      | Кількість осіб | Відсоток |
| --------- | -------------- | -------- |
| румунська | 482            | 76,6%    |
| циганська | 141            | 22,4%    |
| угорська  | 6              | 1,0%     |